# Copa Chile 1981
Copa Chile 1981, eller officiellt "Copa Polla Gol", var 1981 års upplaga av fotbollsturneringen Copa Chile. Det fanns en turnering för den högsta divisionen och en för den näst högsta. Varje semifinalist i båda turneringarna fick ett poäng vardera i sin serie. Varje vinnare fick ytterligare en poäng.
Lag som vann med mer än 4 mål fick ytterligare en bonuspoäng, medan lag som spelade mållösa matcher, med andra ord oavgjort med resultatet 0-0, fick ett minuspoäng - med andra ord noll poäng för en oavgjord match som slutade 0-0.

## Primera División

### Grupp 1
| Plac. | Lag                | S | V | BP | O | MP | F | GM | IM | MSK | Poäng |
| ----- | ------------------ | - | - | -- | - | -- | - | -- | -- | --- | ----- |
| 1     | Cobreloa           | 8 | 6 | 2  | 1 | 0  | 1 | 20 | 6  | +14 | 15    |
| 2     | Everton            | 8 | 3 | 2  | 1 | 0  | 4 | 18 | 15 | +3  | 9     |
| 3     | San Luis           | 8 | 2 | 1  | 4 | 0  | 2 | 15 | 14 | +1  | 9     |
| 4     | Iquique            | 8 | 3 | 0  | 1 | 0  | 4 | 15 | 17 | -2  | 7     |
| 5     | Deportes La Serena | 8 | 2 | 1  | 1 | 0  | 5 | 10 | 26 | -16 | 6     |

S = spelade, V = vinster, BP = bonuspoäng, O = oavgjorda, MP = minuspoäng, F = förluster, GM = gjorda mål, IM = insläppta mål, MSK = målskillnad

### Grupp 2
| Plac. | Lag                  | S  | V | BP | O | MP | F | GM | IM | MSK | Poäng |
| ----- | -------------------- | -- | - | -- | - | -- | - | -- | -- | --- | ----- |
| 1     | Audax Italiano       | 10 | 5 | 0  | 4 | 0  | 1 | 15 | 9  | +6  | 14    |
| 2     | Colo-Colo            | 10 | 3 | 0  | 7 | 0  | 0 | 15 | 9  | +6  | 13    |
| 3     | Unión Española       | 10 | 4 | 0  | 3 | 0  | 3 | 14 | 15 | -1  | 11    |
| 4     | Universidad de Chile | 10 | 3 | 1  | 3 | 0  | 4 | 15 | 16 | -1  | 10    |
| 5     | Universidad Católica | 10 | 3 | 0  | 3 | 0  | 4 | 14 | 12 | +2  | 9     |
| 6     | Palestino            | 10 | 1 | 1  | 2 | 0  | 7 | 10 | 22 | -12 | 5     |

S = spelade, V = vinster, BP = bonuspoäng, O = oavgjorda, MP = minuspoäng, F = förluster, GM = gjorda mål, IM = insläppta mål, MSK = målskillnad

### Grupp 3
| Plac. | Lag                 | S | V | BP | O | MP | F | GM | IM | MSK | Poäng |
| ----- | ------------------- | - | - | -- | - | -- | - | -- | -- | --- | ----- |
| 1     | O'Higgins           | 8 | 7 | 0  | 1 | 1  | 0 | 14 | 5  | +9  | 14    |
| 2     | Naval               | 8 | 4 | 0  | 3 | 3  | 1 | 9  | 4  | +5  | 8     |
| 3     | Magallanes          | 8 | 2 | 1  | 3 | 2  | 3 | 10 | 8  | +2  | 6     |
| 4     | Deportes Concepción | 8 | 2 | 1  | 2 | 1  | 4 | 10 | 11 | -1  | 6     |
| 5     | Ñublense            | 8 | 0 | 0  | 1 | 1  | 7 | 4  | 19 | -15 | 0     |

S = spelade, V = vinster, BP = bonuspoäng, O = oavgjorda, MP = minuspoäng, F = förluster, GM = gjorda mål, IM = insläppta mål, MSK = målskillnad

### Final
| Primera División Vinnare av Copa Chile 1981 |
| ------------------------------------------- |
| Chile                                       |
| Colo-Colo 3:e titeln                        |

## Segunda División

### Grupp 1
| Plac. | Lag                  | S | V | BP | O | MP | F | GM | IM | MSK | Poäng |
| ----- | -------------------- | - | - | -- | - | -- | - | -- | -- | --- | ----- |
| 1     | Regional Atacama     | 8 | 4 | 0  | 3 | 1  | 1 | 6  | 5  | +1  | 10    |
| 2     | San Marcos de Arica  | 8 | 3 | 1  | 3 | 1  | 2 | 10 | 5  | +5  | 9     |
| 3     | Coquimbo Unido       | 8 | 3 | 0  | 2 | 0  | 3 | 14 | 11 | +3  | 8     |
| 4     | Cobresal             | 8 | 1 | 1  | 4 | 1  | 3 | 12 | 15 | -3  | 6     |
| 5     | Deportes Antofagasta | 8 | 2 | 1  | 2 | 1  | 4 | 10 | 16 | -6  | 6     |

S = spelade, V = vinster, BP = bonuspoäng, O = oavgjorda, MP = minuspoäng, F = förluster, GM = gjorda mål, IM = insläppta mål, MSK = målskillnad

### Grupp 2
| Plac. | Lag                | S | V | BP | O | MP | F | GM | IM | MSK | Poäng |
| ----- | ------------------ | - | - | -- | - | -- | - | -- | -- | --- | ----- |
| 1     | Trasandino         | 8 | 5 | 2  | 1 | 0  | 2 | 20 | 11 | +9  | 13    |
| 2     | Unión La Calera    | 8 | 4 | 2  | 1 | 0  | 3 | 20 | 18 | +2  | 11    |
| 3     | Unión San Felipe   | 8 | 2 | 2  | 4 | 0  | 2 | 19 | 20 | -1  | 10    |
| 4     | Santiago Wanderers | 8 | 2 | 0  | 2 | 0  | 4 | 7  | 10 | -3  | 6     |
| 5     | Deportes Ovalle    | 8 | 2 | 0  | 2 | 0  | 4 | 10 | 17 | -7  | 6     |

S = spelade, V = vinster, BP = bonuspoäng, O = oavgjorda, MP = minuspoäng, F = förluster, GM = gjorda mål, IM = insläppta mål, MSK = målskillnad

### Grupp 3
| Plac. | Lag               | S  | V | BP | O | MP | F | GM | IM | MSK | Poäng |
| ----- | ----------------- | -- | - | -- | - | -- | - | -- | -- | --- | ----- |
| 1     | Santiago Morning  | 10 | 5 | 1  | 5 | 0  | 0 | 19 | 9  | +10 | 16    |
| 2     | Rangers           | 10 | 5 | 0  | 3 | 0  | 2 | 17 | 16 | +1  | 13    |
| 3     | Talagante Ferro   | 10 | 4 | 2  | 2 | 0  | 4 | 18 | 13 | +5  | 12    |
| 4     | San Antonio Unido | 10 | 3 | 1  | 3 | 2  | 4 | 14 | 14 | +0  | 8     |
| 5     | Deportes Aviación | 10 | 1 | 0  | 5 | 2  | 4 | 6  | 11 | -5  | 5     |
| 6     | Colchagua         | 10 | 1 | 0  | 4 | 2  | 5 | 8  | 19 | -11 | 4     |

S = spelade, V = vinster, BP = bonuspoäng, O = oavgjorda, MP = minuspoäng, F = förluster, GM = gjorda mål, IM = insläppta mål, MSK = målskillnad

### Grupp 4
| Plac. | Lag                | S  | V | BP | O | MP | F | GM | IM | MSK | Poäng |
| ----- | ------------------ | -- | - | -- | - | -- | - | -- | -- | --- | ----- |
| 1     | Linares Unido      | 10 | 7 | 1  | 0 | 0  | 3 | 17 | 10 | +7  | 15    |
| 2     | Green Cross-Temuco | 10 | 3 | 1  | 4 | 1  | 3 | 13 | 10 | +3  | 10    |
| 3     | Malleco Unido      | 10 | 4 | 0  | 3 | 1  | 3 | 11 | 9  | +2  | 10    |
| 4     | Huachipato         | 10 | 2 | 0  | 4 | 1  | 4 | 10 | 17 | -7  | 7     |
| 5     | Iberia             | 10 | 1 | 0  | 6 | 2  | 3 | 10 | 12 | -2  | 6     |
| 6     | Lota Schwager      | 10 | 2 | 0  | 5 | 3  | 3 | 9  | 12 | -3  | 6     |

S = spelade, V = vinster, BP = bonuspoäng, O = oavgjorda, MP = minuspoäng, F = förluster, GM = gjorda mål, IM = insläppta mål, MSK = målskillnad